# Kelvin Etuhu
Kelvin Etuhu (ur. 30 maja 1988 w Kano) – nigeryjski piłkarz. W latach 2006–2011 zawodnik Manchesteru City. W sezonie 2009/2010 był wypożyczony do Cardiff City Wcześniej był również wypożyczany do dwóch innych angielskich klubów Rochdale oraz Leicester City.
28 lutego 2010 pobił człowieka przed jednym z kasyn w Manchesterze. 24 marca 2011 został skazany na osiem miesięcy więzienia.